# Huntington Bank Field
Das Huntington Bank Field ist ein American-Football-Stadion in der US-amerikanischen Stadt Cleveland im Bundesstaat Ohio.

## Geschichte
Das Stadion wurde 1999 eröffnet und ist seitdem die Heimspielstätte der Cleveland Browns aus der NFL. Es wird in erster Linie für American Football gebaut. Die Spielfläche wurde allerdings so konzipiert, dass auch internationale Fußballspiele darauf stattfinden können.
Mitte Januar 2013 wurde der Namenswechsel der Heimstätte der Browns bekanntgegeben. Das US-amerikanische Energieversorgungsunternehmen FirstEnergy wurde Namenssponsor des Stadions.
In zwei Phasen wurde das Stadion 2014 und 2015 für ca. 125 Mio. US-Dollar modernisiert. Im August 2016 beschloss die Stadt Cleveland weitere Mittel in Höhe von rund 10 Mio. US-Dollar in das Stadion zu investieren.
Für den 18. Februar 2023 ist das erste Eishockeyspiel im Stadion der Browns geplant. Beim Faceoff on the Lake unter freiem Himmel stehen sich die Ohio State Buckeyes und die Michigan Wolverines gegenüber. Am 13. April 2023 wurde das Ende des Namenssponsorings bekanntgegeben.
Kurz vor der neuen Saison erhielt das Cleveland Browns Stadium Anfang September 2024 einen neuen Namen. Die Huntington Bancshares aus Columbus ist Namensgeber der Heimstätte der Browns, dem Huntington Bank Field. Der Vertrag geht über 20 Jahre.
Nach der Saison 2028 endet der Mietvertrag der Browns mit den Stadionbetreibern. Die Cleveland Browns planen einen überdachten Neubau im Vorort Brook Park auf einem Grundstück neben dem Cleveland Hopkins International Airport. Die neue Heimat der Cleveland Browns soll zur Saison 2029 fertiggestellt werden. Die Kosten sollen 2,4 Milliarden US-Dollar liegen. Der bestehende Namensvertrag geht auf das neue Stadion über. Das Ehepaar Jimmy und Dee Haslam, die Geschäftsführenden und Hauptgesellschafter der Browns, wollen gemeinsam mit privaten Partnern über zwei Milliarden Dollar in das Stadion und das gemischt genutzte Wohn- und Unterhaltungsprojekt investieren. Die Haslam Sports Group übernimmt etwaige Kostenüberschreitungen beim Stadionbau, sodass für die Öffentlichkeit kein Kostenrisiko entsteht. Am 30. Juni 2025 wurde der Haushaltsentwurf verabschiedet. Der Staatshaushalt von Ohio sieht eine Finanzierung von 600 Mio. US-Dollar für ein neues überdachtes Stadion im Brook Park für die Browns vor. Die Stadt Cleveland hat eine Ausschreibung für die Nachnutzung des heutigen Stadiongeländes gestartet. Das öffentliche Seeufergrundstück soll in ein gut vernetztes Reiseziel am Ufer des Eriesees verwandelt werden.

## Galerie

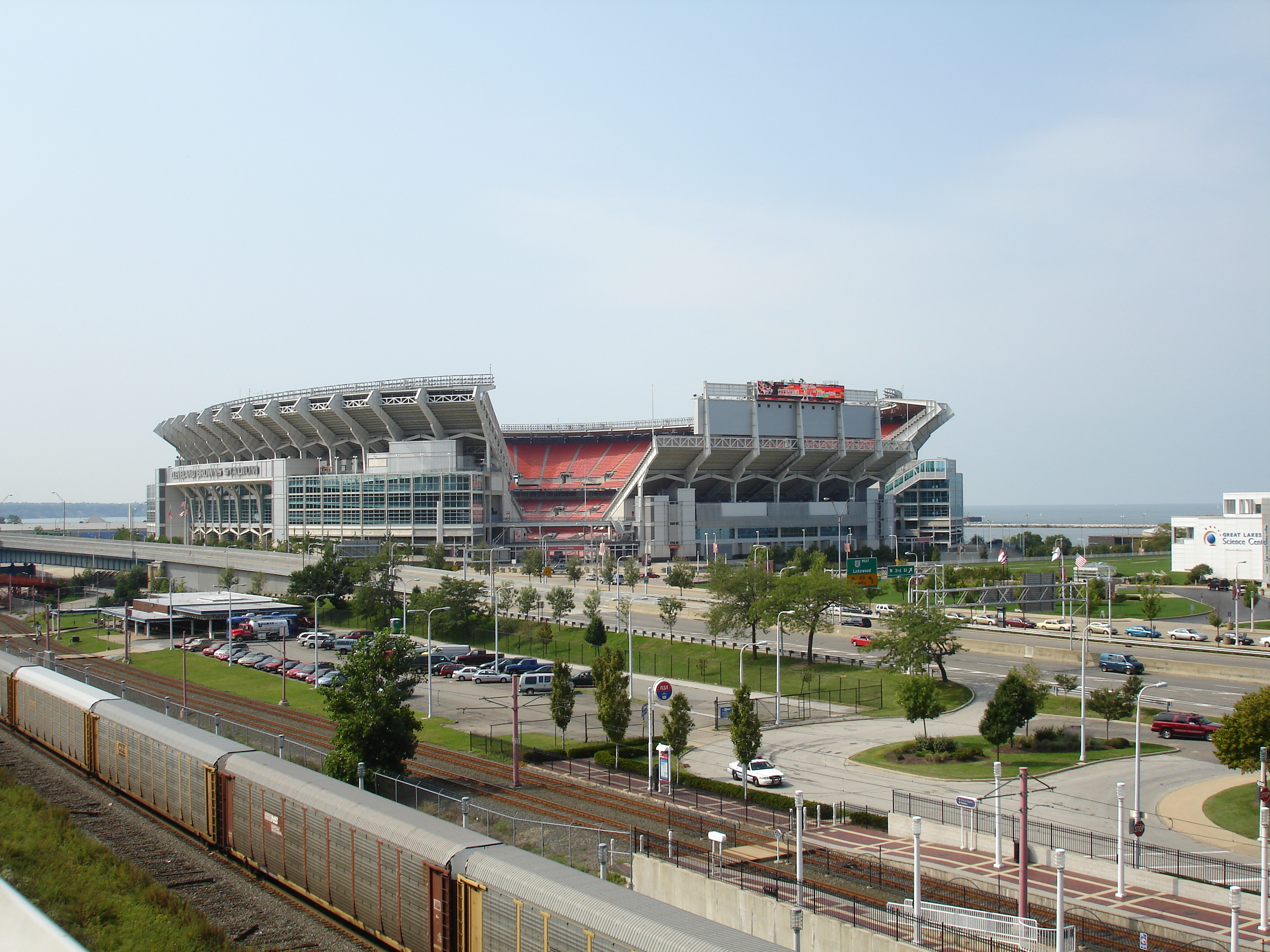
September 2005
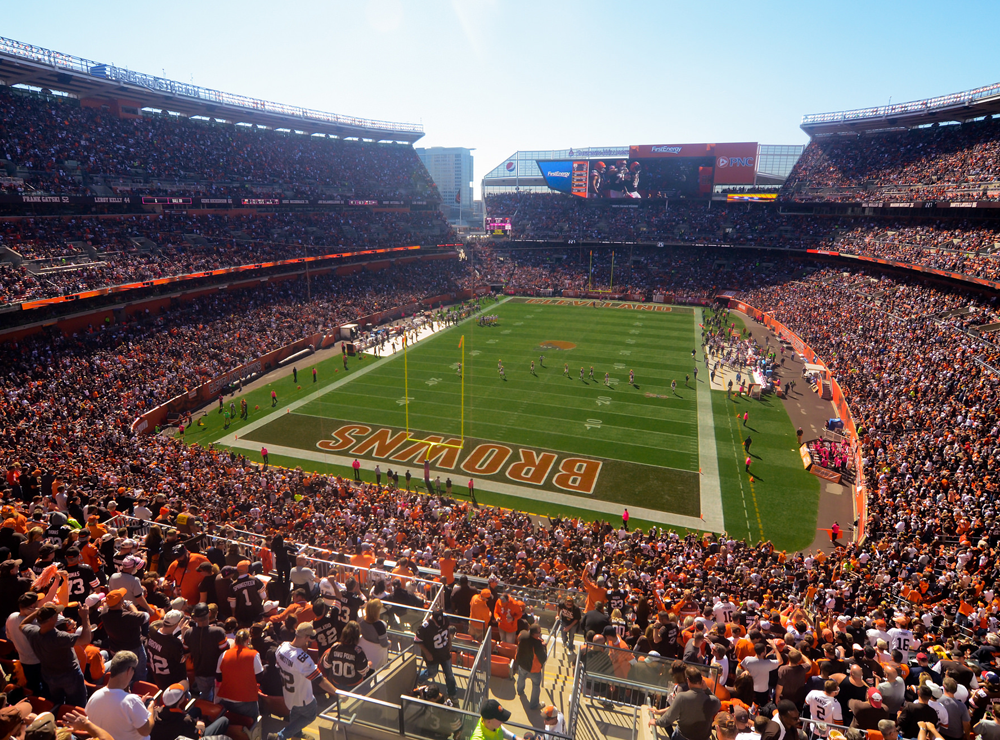
Das gefüllte Stadion beim Spiel der Browns gegen die Pittsburgh Steelers am 12. Oktober 2014.
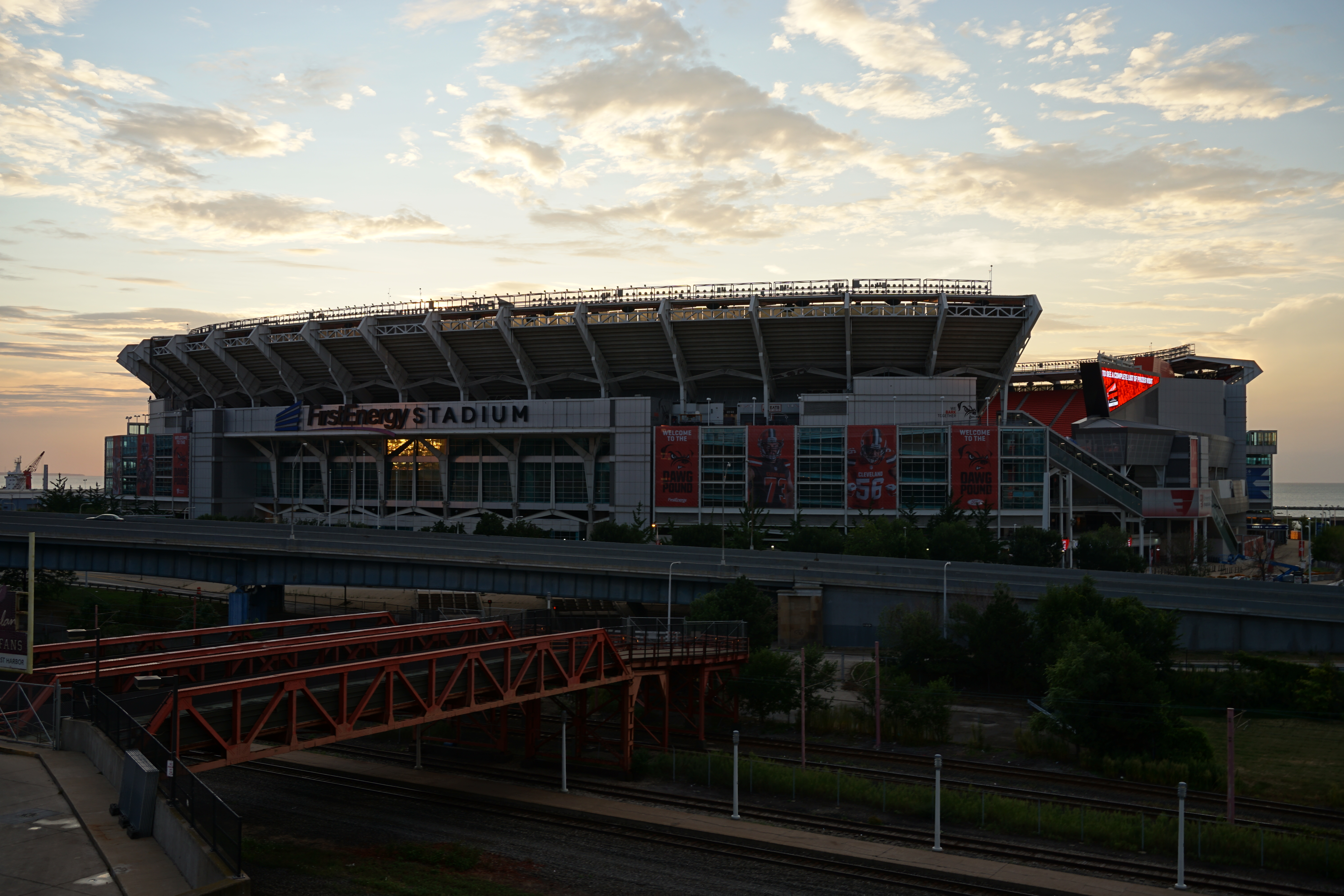
Seitenansicht vom August 2015